# Polyplectropus perspersus
Polyplectropus perspersus là một loài Trichoptera trong họ Polycentropodidae. Chúng phân bố ở miền Ấn Độ - Mã Lai.